# Metriocnemus amamianomalis
Metriocnemus amamianomalis är en tvåvingeart som beskrevs av Sasa 1991. Metriocnemus amamianomalis ingår i släktet Metriocnemus och familjen fjädermyggor. Inga underarter finns listade i Catalogue of Life.